# Noorder Amstelkanaal

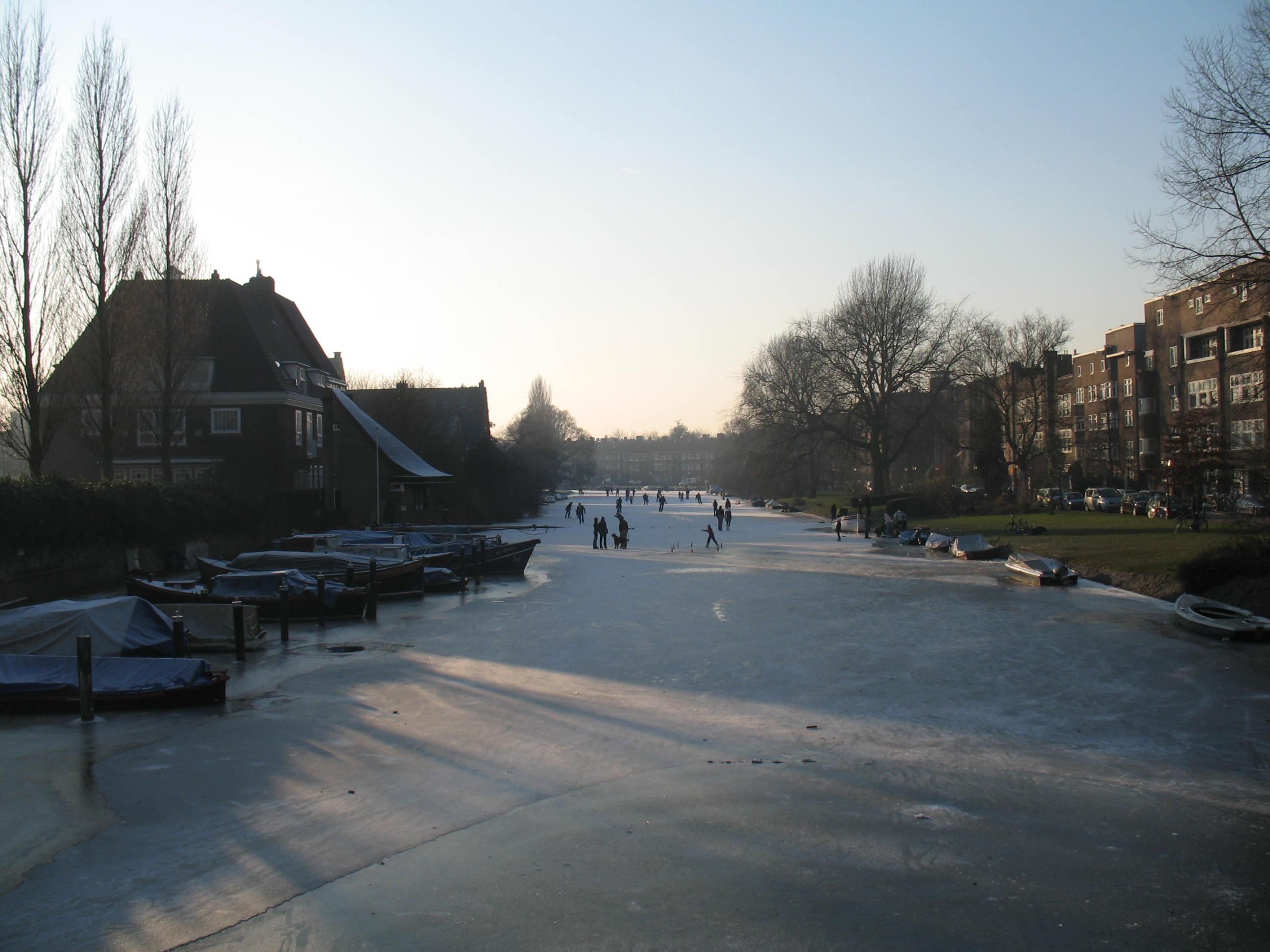
Bevroren Noorder Amstelkanaal, gezien vanaf de Lyceumbrug.

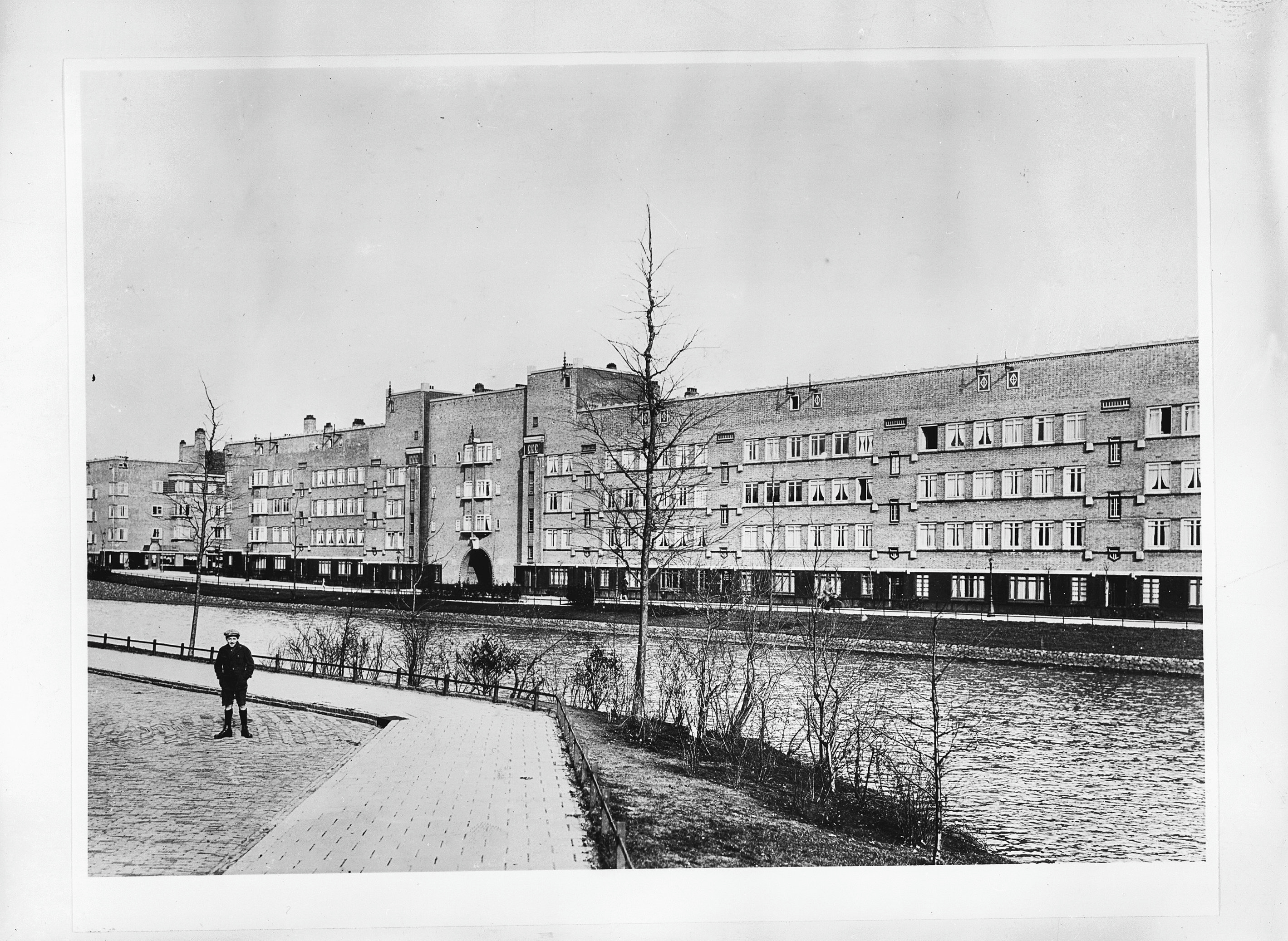
Moderne flatwoningen aan het Noorder Amstelkanaal; jaren twintig.

Het Noorder Amstelkanaal is een gracht in Amsterdam-Zuid. Het kanaal werd gegraven als onderdeel van het Plan Zuid van architect H.P. Berlage. Het werd gebouwd om de ontwikkeling van Nieuw Zuid te faciliteren.
Het Noorder Amstelkanaal loopt van de vijfsprong van grachten (officieus De Kom genoemd) waar ook de Boerenwetering, het Amstelkanaal en het Zuider Amstelkanaal op uitkomen naar de Amstelveenseweg. Het Noorder Amstelkanaal heeft geen directe verbinding met het water van de Stadiongracht aan de andere kant van de Amstelveenseweg, het Zuider Amstelkanaal wel. Onder andere de Apollobuurt ligt grotendeels op het eiland dat omsloten wordt door deze grachten.
In straatnamen- en postcodeboeken ontbreekt deze gracht omdat de kades er langs andere namen hebben. Deze heten aan de noordelijke zijde: Reijnier Vinkeleskade, Jan van Goyenkade en Pieter Lastmankade. Aan zuidzijde heten ze: Mozartkade en Olympiakade. Ook zijn er stukken waar de achtertuinen van woningen op het Noorder Amstelkanaal uitkomen, zoals in delen van de Apollolaan.

## Architectuur

### Bruggen
Over het Noorder Amstelkanaal liggen zes bruggen:
- Stadionweg (brug 405)
- J.M. Coenenstraat - Beethovenstraat (Timo Smeehuijzenbrug (brug 407), hier rijdt tramlijn 5 overheen.
- Cornelis Schuytstraat - Breitnerstraat (brug 408)
- Emmastraat - Willem Witsenstraat (brug 409)
- Lyceumbrug tussen het Amsterdams Lyceum en het Olympiaplein (brug 410)
- Bernard Kochstraat - Marathonweg (brug 411)

### Gebouwen
Opvallende gebouwen aan het Noorder Amstelkanaal:
- het Amsterdams Lyceum
- het Hilton Hotel
- de Joke Smitschool (onderdeel van het ROCvA)
- Fons Vitae Lyceum
- Jan van Goyenkliniek
- het Monument Indië-Nederland
- Willem de Zwijgerkerk
- Olympia-complex